# 공제조합
공제조합(共濟組合)은 같은 직장에 근무하거나 같은 직업에 종사하는 사람끼리 조합원이 되어 상부상조를 목적으로 만든 조직체이다. 18세기 이래 영국에서 발달했던 우애조합이 시초이다. 주로 근로자가 질병·실업·부상·사망·혼인·출산 등에 대비하여 일정액을 적립해 두었다가 사고가 발생하면 직립금에서 일정액을 급여하여 경제적인 곤란을 덜어 주는 것이다. 공제조합은 임의로 가입하는 경우와 강제로 가입하는 두 가지 유형이 있으나 요즈음은 대체로 강제로 가입하는 경우가 많다. 따라서 공제조합이 설치되어 있는 곳은 반드시 조합원이 될 의무를 부과받고 있다.